# Pediobius phragmitis
Pediobius phragmitis  (лат.) — вид паразитических наездников рода Pediobius из семейства Eulophidae (Chalcidoidea) отряда перепончатокрылые насекомые. Европа (Венгрия, Германия, Молдавия, Чехословакия) и Азербайджан. Длина самок 1,4—1,7 мм. Тело уплощённое, голова и грудь блестящие, зеленоватыё. Брюшко овальное. Переднеспинка с шейкой, отграниченной килем (поперечным гребнем). Щит среднеспинки с развитыми изогнутыми парапсидальными бороздками. Ассоциированы с растениями Phragmites communis (Poaceae).